# Kytlice
Kytlice (en allemand : Kittlitz) est une commune du district de Děčín, dans la région d'Ústí nad Labem, en Tchéquie. Sa population s'élevait à 488 habitants en 2021.

## Géographie
Kytlice se trouve à 24 km à l'est-nord-est de Děčín, à 38 km au nord-est d'Ústí nad Labem et à 83 km au nord de Prague.
La commune est limitée par Chřibská et Rybniště au nord, par Jiřetín pod Jedlovou au nord-est, par Svor à l'est, par Polevsko et Prysk au sud, et par Česká Kamenice à l'ouest.

## Histoire
La première mention du village date de 1787.

## Administration
La commune se compose de cinq quartiers :
- Dolní Falknov
- Falknov
- Hillův Mlýn
- Kytlice
- Mlýny

## Transports
Par la route, Kytlice se trouve  à 10 km de Česká Kamenice, à 26 km de Děčín, à 26 km d'Ústí nad Labem et à 107 km de Prague.